# Black P. Stones (Jungles)
Le terme Black P. Stones Jungles réfère à une division des Black P. Stones, gang afro-américain active sur  à Los Angeles.
La Black P. Stones Nation fut originellement créée à Chicago, dans l'Illinois et est l'un des rares de Los Angeles qui a une histoire originaire d'une autre ville. Au début des années 1960, les Blackstone Rangers se formèrent en effet dans le South Side (quartiers sud) de Chicago. Ils furent plus tard identifiés sous le nom de Black P. Stone Nation, et encore plusieurs années plus tard sous le nom de El-Rukns.
Les Black P. Stones firent une percée en Californie en 1969 et opérèrent sur Los Angeles. Au fil du temps les P. Stones grandirent pour devenir un des plus gros gangs du sud de Los Angeles, en formant une alliance avec les Bloods d'abord puis en devenant section de ce gang, dans la lutte commune contre les Crips. Aujourd'hui les BPS sont constitués de deux quartiers distincts ;le centre-ville à Adams Ouest et la zone formellement connue sous le nom de Jungles, maintenant connu sous le nom Baldwin Village, quartier ayant connu 28 meurtres et plus de 1 500 assauts entre 2000 et 2005. Ils étaient un estime à 700 le nombre de membres des Black Peace Stones, Dont 400 qui habitaient auparavant Baldwin Village.

## LAPD
Le 10 novembre 2005, le FBI et le LAPD organisèrent des raids contre des membres identifiés au BPS accusés de complot et de trafic de drogue, dans un effort commun appelé « Operation Stone Cold ». Au moins 18 personnes furent arrêtées. Le LAPD continue à arrêter de nombreux membres alors que beaucoup déménagé dans le quartier.
Le film Training Day, sorti en 2001, avec entre autres Denzel Washington, fut filmé en grande partie dans une rue de Jungles, Cle « Bone » Sloan d'Athens Park y fait d'ailleurs une apparition.